# Alto del Mirlo
El Alto del Mirlo o El Travies es una montaña perteneciente al extremo oriental de la sierra de Gredos, que forma parte del Sistema Central. Se ubica en el límite de las provincias españolas de Ávila y Madrid, en el extremo suroeste de la segunda, aunque su parte más alta se encuentra dentro del término municipal de El Tiemblo, El Barraco y Casillas.

## Características

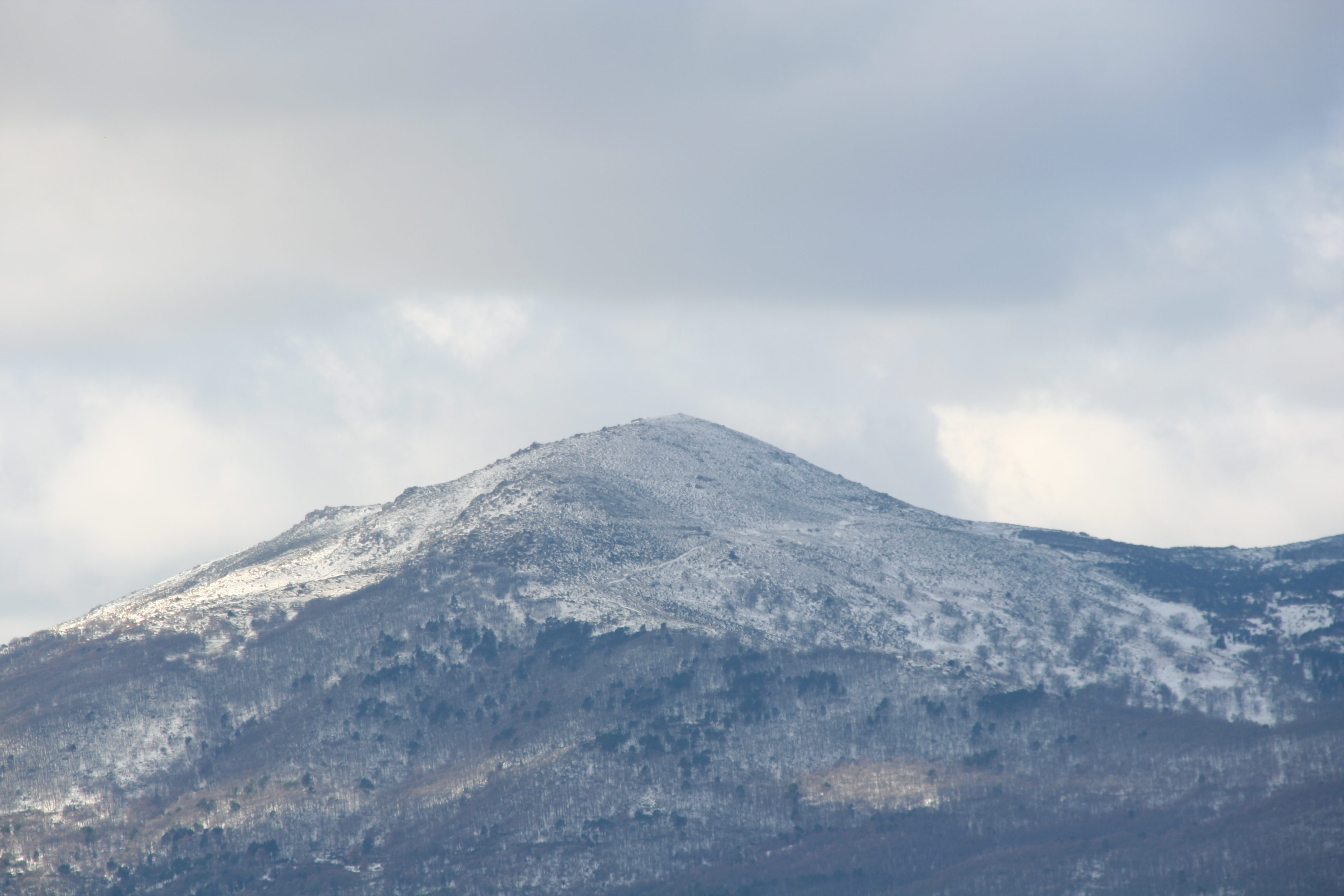
Alto del Mirlo visto desde Cadalso de los Vidrios.

Tiene una altitud de 1768 msnm y se trata de la única montaña de altura relevante de la sierra de Gredos que tiene parte de sus laderas dentro de la Comunidad de Madrid. El pico tiene una prominencia de 301 m.
Las laderas este y sur de esta montaña cuentan con un espeso castañar. La parte de este que aparece en la ladera oriental pertenece al término municipal de Rozas de Puerto Real, y se trata de uno de los mejor conservados y de las poblaciones más densas de la Comunidad de Madrid.[cita requerida]
Los alrededores del Alto del Mirlo representan una de las zonas de distribución más orientales de la subespecie endémica de Gredos de Echinospartum barnadesii (Graells) Rothm. subsp. barnadesii.